# The Day (Babyface)
The Day è il quarto album in studio del cantante e produttore statunitense Babyface, pubblicato nel 1996. 
Il disco, che ha visto la partecipazione di diversi artisti, ha ricevuto complessivamente quattro candidature ai Grammy Awards 1998 ("miglior album", "miglior album R&B", "miglior interpretazione vocale pop maschile" e "miglior collaborazione vocale pop").

## Tracce
1. Every Time I Close My Eyes (featuring Mariah Carey & Kenny G) – 4:56
2. Talk to Me (featuring Eric Clapton) – 4:54
3. I Said I Love You – 4:05
4. When Your Body Gets Weak – 5:40
5. Simple Days – 4:31
6. All Day Thinkin' – 4:23
7. Seven Seas – 4:02
8. The Day (That You Gave Me a Son) – 4:29
9. How Come, How Long (featuring Stevie Wonder) – 5:15
10. This Is for the Lover in You (featuring LL Cool J, Howard Hewett, Jody Watley & Jeffrey Daniels) – 5:26